# Prefazione alle Ballate liriche
La Prefazione alle Ballate liriche (Preface to the Lyrical Ballads) è un saggio di William Wordsworth composto per la seconda edizione, pubblicata nel gennaio 1801 con la data del 1800, della raccolta di poesie intitolata appunto Lyrical Ballads. La Prefazione fu grandemente ampliata nella terza edizione del 1802. Divenne de facto il manifesto del movimento romantico.
Le affermazioni chiave sulla poesia includono:
- La vita ordinaria è il miglior soggetto per la poesia
- Il linguaggio quotidiano è il più adatto per la poesia
- L'espressione dei sentimenti è più importante dell'azione o della trama.
- "La poesia è il flusso spontaneo di sentimenti forti" che "trae origine dall'emozione, raccolta nella tranquillità".

## Edizioni
- W. Wordsworth, Preface, in Lyrical Ballads, with Other Poems, vol. 1, 2ª ed., London, printed for T.N. Longman and O. Rees, 1800,  pp. V-XLVI.
- W. Wordsworth, Preface, in Lyrical Ballads, with Pastoral and Other Poems, vol. 1, 3ª ed., London, printed for T.N. Longman and O. Rees by Biggs and Cottle, 1802,  pp. I-LXIV.